# Entertainment One
Lionsgate Canada ist ein kanadisches Film- und Fernsehproduktions-Unternehmen, Vertriebsunternehmen und Rechtehändler mit Hauptsitz in Toronto, Ontario. Das Unternehmen vertreibt vorwiegend kanadische und US-amerikanische Filme weltweit und vermarktet die Rechte an den Filmen.
Das Unternehmen mit Niederlassungen in den USA, Europa und Australien deckt 63 % des weltweiten Filmmarktes ab.

## Geschichte
Entertainment One wurde 1973 in Ontario als Record on Wheels Limited (ROW) gegründet. Anfänglich war der Schwerpunkt des Unternehmens die Vermarktung von Musikschallplatten. In den späten 1970er Jahren wuchs das Filialnetz des Unternehmens. In den 1980er und 1990er Jahren konzentrierte sich das Unternehmen auf den Vertrieb von Musikträgern und Videos. 2001 kamen CD- und DVD-Vertrieb hinzu, 2003 die Vermarktung von Videospielen.
2003 ging das Unternehmen an die Börse der Toronto Stock Exchange. Kurz nach dem Börsengang wurde das Unternehmen in Entertainment One umbenannt und entwickelte sich bald zum drittgrößten Vertreiber von Musik, Film und Videospielen auch an private Endverbraucher. Im Juni 2005 kaufte Entertainment One das nordamerikanische Unternehmen Koch Entertainment. Damit erlangte das Unternehmen Zugang zum US-amerikanischen Markt durch die Koch Entertainment Distribution sowie zu dem Portfolio von Koch Records. Diese sind heute unter den Namen Entertainment One Distribution US und eOne Music bekannt. Das Unternehmen konnte sich somit die Rechte an dem Portfolio von Koch sichern und diese weltweit vermarkten, was zur Expansion des Unternehmens führte. 2007 folgte ein weiterer Börsengang an der Londoner Börse. In den folgenden Jahren wurden weitere Unternehmen übernommen, darunter 2007 die Contender Entertainment Group, einer der größten Vertriebe von Fernsehfilmen im Vereinigten Königreich, und des Weiteren Seville Entertainment Inc., ein führender kanadischer Vertrieb und Rechtehalter für Fernsehfilme. Eine weitere Übernahme war die von RCV Entertainment BV, einem Vertriebsunternehmen in Belgien und den Niederlanden im Januar 2008. 2008 wurden auch die drei kanadischen Unternehmen Barna-Alper und Blueprint Entertainment (beides Fernsehproduktionsgesellschaften) sowie Oasis Pictures (kanadischer Film, internationaler Vertrieb und Verkauf) und Robert Lantos’ Maximum (Fernsehfilm-Vertrieb) übernommen.
Am 15. Juli 2010 wurde Entertainment One in das Standard Listing der Londoner Börse aufgenommen.
Ab Oktober 2017 wurde Entertainment One auch in Deutschland als Vertrieb aktiv. Zunächst kooperierte man für die Kinoauswertung dafür mit 20th Century Fox, ab Herbst 2019 mit Paramount Pictures.
Im Home-Entertainment-Bereich kooperiert eOne seit Frühjahr 2019 global mit Universal Pictures, was bedeutet, dass Universal in jenem Bereich den Vertrieb für Entertainment One übernimmt.
Am 22. August 2019 kündigte der US-amerikanische Spielwarenhersteller Hasbro die Übernahme von Entertainment One für 4 Milliarden Dollar an.
Am 3. August bestätigte Hasbro, dass eOne für 500 Millionen US-Dollar an Lions Gate verkauft wird, dies soll bis Ende des Jahres 2023 abgeschlossen werden.

## Portfolio
Das Unternehmen verfügt in seinem Portfolio über 35.000 Filmtitel, 45.000 Musiktitel und 2.800 weitere Fernsehformate.

## Geschäftsbereiche
Das Unternehmen verfügt über zwei Geschäftsbereiche, zu dem einen gehört Entertainment und zum anderen Produktion sowie Distribution.
- Entertainment One Television
- Entertainment One Benelux
- Entertainment One UK
- Entertainment One Canada
- Entertainment One Films USA
- Entertainment One Music
- Alliance Films
- weltweiter Kinofilmvertrieb
- weltweiter Vertrieb von Fernsehproduktionen
- Home Entertainment und Blu-ray
- Digitaler Filmverkauf durch Downloads, Streaming
- Lizenzsicherung und Rechtehandel